# ジョルディ・デレム
ジョルディ・デレム（Jordy Delem, 1993年3月18日 - ）は、マルティニーク・ル・フランソワ出身の元サッカー選手。元マルティニーク代表。現役時代のポジションはミッドフィールダー。

## クラブ経歴
地元マルティニークのクラブでキャリアをスタート。
2016年4月29日、当時USLに所属していたシアトル・サウンダーズFC2と契約を結んだ。2日後、オクラホマシティ・エナジー戦に出場し加入後初出場を飾った（結果は1-1）。
サウンダーズ2で19試合に出場した後、2017年3月2日にトップチームであるシアトル・サウンダーズFCと正式に契約を結んだ。 2017年3月31日、アトランタ・ユナイテッドFC戦で右サイドバックとして出場し加入後デビュー（結果は0-0）。
2022年5月19日、サンアントニオFCに加入した。

## 代表歴
マルティニーク代表の中心選手として、CONCACAFゴールドカップに3度（2013、2017、2019）参加している。

### 代表戦での得点
2019年9月9日現在
| No | 開催日        | 開催地             | 対戦国                   | 得点 | 結果 | 試合概要                        |
| -- | ------------- | ------------------ | ------------------------ | ---- | ---- | ------------------------------- |
| 1. | 2012年5月2日  | ル・ラメンタン     | ガイアナ                 | 2–1  | 2–2  | 親善試合                        |
| 2. | 2012年9月5日  | ル・ラメンタン     | イギリス領ヴァージン諸島 | 1–0  | 16–0 | カリビアンカップ2012予選        |
| 3. | 2012年9月5日  | ル・ラメンタン     | イギリス領ヴァージン諸島 | 10–0 | 16–0 | カリビアンカップ2012予選        |
| 4. | 2016年2月6日  | ヴュー＝アビタン   | グアドループ             | 1–1  | 1–1  | 親善試合                        |
| 5. | 2016年6月7日  | ロゾー             | ドミニカ国               | 2–0  | 4–0  | カリビアンカップ2017予選        |
| 6. | 2019年6月23日 | シャーロット       | メキシコ                 | 2–3  | 2–3  | 2019 CONCACAFゴールドカップ     |
| 7. | 2019年9月9日  | ポートオブスペイン | トリニダード・トバゴ     | 2–2  | 2–2  | 2019 CONCACAFネーションズリーグ |

## タイトル

### クラブ
シアトル・サウンダーズFC
- MLSカップ: 2019[7]